# Zelotes trimaculatus
Zelotes trimaculatus este o specie de păianjeni din genul Zelotes, familia Gnaphosidae, descrisă de Mello-leitao, 1930. Conform Catalogue of Life specia Zelotes trimaculatus nu are subspecii cunoscute.